# Distributor plynu
Distributor plynu je vlastník rozvodné sítě, prostřednictvím které se plyn dostává do odběrného místa.

## Distributoři plynu v České republice
- GasNet – západní, východní, střední a severní Čechy, severní a jižní Morava
- Gas Distribution s.r.o. (dříve EG.D, dříve E.ON Distribuce) – jižní Čechy
- Pražská plynárenská Distribuce – Praha

V rámci ČR i mezinárodně zajišťuje přepravu plynu společnost NET4GAS, což je část původního Tranzitního plynovodu. NET4GAS tak vybírá i poplatky za přepravu plynu.

## Rozdíl mezi dodavatelem a distributorem
Úkolem distributora plynu je přeprava plynu z předávacích míst nebo podzemních zásobníků prostřednictvím plynárenské soustavy. Ta je tvořena vysokotlakými, středotlakými a nízkotlakými plynovody. Dále jednotlivými přípojkami k odběrným místům a dodatečným technickým zařízení. Distributor je plně zodpovědný za to, aby soustava pracovala správně. Musí ji tedy pravidelně kontrolovat a provádět vnitřní inspekce.
V roce 2007 byl trh s plynem plně liberalizován. To znamená, že se společnosti rozdělily na distributory a dodavatele. Distributor má na starosti pouze přepravu plynu, dodavatel plynu poté uzavírá smlouvy s jednotlivými klienty.
Cena za distribuci plynu patří do regulované složky ceny zemního plynu. Ceny za distribuci určuje každoročně Energetický regulační úřad.
Zemní plyn se přepravuje v potrubí v plynném stavu. Provozní tlaky dosahují až 10 MPa. Průměr potrubí je poté více než 1 metr. V České republice je 400 km potrubí o průměru 1400 mm.